# Cryptopora maldiviensis
Cryptopora maldiviensis är en armfotingsart som beskrevs av Muir-Wood 1959. Cryptopora maldiviensis ingår i släktet Cryptopora och familjen Cryptoporidae. Inga underarter finns listade i Catalogue of Life.